# نوای اساتید
«نوای اساتید» نام آلبومی استودیویی است با صدای علیرضا افتخاری که در هفته اول تیرماه ۱۳۸۷ خورشیدی منتشر شده است. این آلبوم که‌ بازخوانی‌ آثار آهنگ‌سازان فضل‌الله توکل، اسدالله ملک، اکبر محسنی و جهانبخش پازوکی می‌باشد، از آثار پرفروش در سال ۱۳۸۷ بوده‌است. این آلبوم موسیقی توسط سونی و آوای نوین اصفهان منتشر شده‌است.
| بررسی انتقادی | بررسی انتقادی |
| منبع          | رتبه‌بندی      |
| ------------- | ------------- |
| آل‌میوزیک      | [ ۷ ]         |

## توضیحات
این آلبوم از سه ترانهٔ جدید (رفیق، به‌یاد جلال‌الدین تاج و گندم طلایی) و چهار ترانهٔ قدیمی (عاشق شدن، بزم کسان، شب فروردین و دو یار قدیمی) تشکیل شده‌است.
توضیحات در آلبوم: «نوای اساتید مجموعه‌ای گرد آمده از آهنگ‌هایی است که در سال‌های دور با نغمه‌پردازی آهنگ‌سازان و خوانندگانی که در دل مردم آن زمان جای داشتند بر پردهٔ موسیقی کشیده و نقشی بیاد ماندنی در رستهٔ آوازهای مردمی رقم زدند و اما امروز دورانی است که دیگر از خاطره نامی بیش نمانده‌است. ما بر آن شدیم که تا با همیاری همکاران در موسیقی آن آوازها را دگرباره با نگاهی از جنس دیروز و رنگ و بویی از جنس امروز بازسازی کنیم.»

## تقدیم
در این بهار شکوفه‌ها تقدیم می‌کنم به همسر نازنینم و سه دختر عزیزم بخاطر تمام محبت‌ها و بردباری هایشان— علیرضا افتخاری، در جلد آلبوم نوای اساتید

## شرح

### هنرمندان
- خواننده: علیرضا افتخاری
- آهنگسازان: جهانبخش پازوکی، فضل‌الله توکل، اکبر محسنی و اسدالله ملک
- تنظیم کننده: بهنام خدا رحمی [۸]
- تهیه‌کننده: اکبر قلی‌زاده/ محسن نوید‌پور[۸]

#### نوازندگان[۸]
- ویلون: ارسلان کامکار، عماد نکویی، پیام طونی، علی جعفری پویان، سینا جهان آبادی، امیر پورخلجی
- ویولن سلو: فرشید فرهمند
- ویولا:  مازیار ظهیرالدینی و میثم مروستی
- کمانچه: مجتبی میرزاده
- ویلونسل: کریم قربانی
- کنترباس: علیرضا خورشیدفر
- تار: شهریار فریوسفی
- سه‌تار: بهزاد خدارحمی
- پیانو : بهنام خدارحمی
- سنتور: فضل اله توکل، مجید اخشابی، امید مصطفی‌پور، محمدرضا تقوی
- گیتار: امیر جاویدان، فیروز ویسانلو، امیر پورخلجی
- تنبک: محمود فرهمند / کامبیز گنجه‌ای
- نی: پاشا هنجنی
- دف: رضا مهینی
- ساکسیفون: هومن نامداری
- کلارینت: هوتن غضنفری
- درامز: فرزاد قیصری‌پور
- سازهای کوبه ای: مرتضی عابدی

#### عوامل دیگر
- ضبط موسیقی: استودیو پاپ
- صدابردار: ناصر فرهودی
- طرح جلد: نادر خطیبی

## قطعات
| نام ترانه       | ترانه‌سرا       | آهنگ‌ساز        | تنظیم کننده    | اجرای اولیه              |
| --------------- | -------------- | -------------- | -------------- | ------------------------ |
| دیگه عاشق شدن   | جهانبخش پازوکی | جهانبخش پازوکی | بهنام خدا رحمی | کوروس سرهنگ‌زاده          |
| بزم کسان        | بیژن ترقی      | اسدالله مَلِک    | بهنام خدا رحمی | حکایت دل، دلکش، سال ۱۳۴۰ |
| شب فروردین      | اکبر آزاد      | اکبر محسنی     | بهنام خدا رحمی |                          |
| رفیق            | فضل‌الله توکل   | فضل‌الله توکل   | بهنام خدا رحمی |                          |
| دو یار قدیمی    | مسعود فردمَنِش   | اکبر محسنی     | بهنام خدا رحمی |                          |
| گندم طلایی      | اکبر آزاد      | فضل‌الله توکل   | بهنام خدا رحمی |                          |
| بزم کسان (پاپ)  | بیژن ترقی      | اسدالله مَلِک    | بهنام خدا رحمی |                          |
| به‌یاد استاد تاج | مشفق کاشانی    | فضل‌الله توکل   | بهنام خدا رحمی |                          |